# 新英格蘭
新英格兰（英語：New England），是位于美国大陆东北角、濒临大西洋、毗邻加拿大的区域。新英格兰地区包括美国的六个州，由北至南分別为：缅因州、新罕布什尔州、佛蒙特州、麻薩諸塞州、罗德岛州、康涅狄格州。麻薩諸塞州首府波士顿是该地区的最大城市以及经济与文化中心。
近400年前的17世纪初，英格兰的清教徒们为了逃避欧洲的宗教迫害而来到新英格兰地区时，这片土地上已经有北美原住民居住。在18世纪，新英格兰是最早表现出从英国统治下独立意志的英属北美殖民地之一——尽管新英格兰地区在后来的英美之间的1812年战争时持反战态度。19世纪，新英格兰在美国的废奴运动中扮演了重要的角色，成为了美国文学和哲学的发源地、最早组织起免费公共教育的地区。同时，它也是北美最早体现出工业革命成果的地区。
来自新英格兰地区的人常被称为“新英格兰人”（New Englander）。新英格兰地区和中大西洋地区合称东北地区。新英格兰地区也是「大美国—加拿大东北大西洋区域」的一部分。

## 历史

早年马萨诸塞湾殖民地的一面旗帜

独立战争时期新英格兰旗帜

历史上新英格兰地区长期居住着说阿尔冈昆语族語言的原住民，其中包括阿本拿基族人、佩诺布斯科特人、萬帕諾亞格人及其他一些部落。在欧洲移民来到新英格兰之前，西阿本拿基族人大多居住在现新罕布什尔州和佛蒙特州境内，加拿大魁北克省和缅因州西部也有少量分布。西阿本拿基族人最大的居民点是现缅因州境内的诺里奇沃克
。佩诺布斯科特人则沿着缅因州内的佩诺布斯科特河定居。萬帕諾亞格人人占据了现马萨诸塞州的东南部、罗德岛州、马萨葡萄园岛和楠塔基特。

### 两家弗吉尼亚公司的竞争
1606年4月10日，不列颠国王詹姆士一世分别授权两家維吉尼亞公司——伦敦維吉尼亞公司和普利茅斯維吉尼亞公司——殖民特许证。这两家公司都是私人出资、业主自负风险、追求利润的公司。它们的共同目标是为英格兰扩大海外领土、贸易以及谋求利润。这两家公司竞争的激烈程度到他们殖民特许证中许给的新大陆领地到重叠的地步，它们最后的结局将取决于竞争的结果。
1607年5月，伦敦弗吉尼亚公司成功建立詹姆斯镇。这个殖民点的势力最初一直都很弱小，直到5年后定居者约翰·罗尔夫成功培育数种作为出口产品的烟草品种为止。
大约在同一时代，1607年，普利茅斯弗吉尼亚公司建立波帕姆殖民地。最初这片殖民地并不成功，并且很快被放弃。普利茅斯弗吉尼亚公司的殖民特许证中包含的殖民区域最远达今天缅因州北部。在1614年探索这一区域的海岸的约翰·史密斯船長在讲述他两次探险经历的书《新英格兰简介》中将这一区域命名为“新英格兰”

### 新英格兰普利茅斯地方议会
因著貿易站增設，普利矛斯也成為英格蘭的議事機關。当1620年11月3日，普利茅斯维吉尼亚公司的殖民特许证被颁发给新英格兰普利茅斯地方议会——一个新的殖民并管理这一地区的联合股份公司——的皇家殖民特许证取代时，“新英格兰”这个名称也就在该文件中被官方正式接受了。不久以后，1620年12月，五月花號从英格兰转道荷兰最终来到今天的普利茅斯，於是這些英格兰宗教分离者清教徒们在此定居。但因適值寒冬，適應不良，人口喪失一半，後蒙印地安人協助，方度過危機。隔年又有一個豐收，與印地安人一同舉行第一次感恩節。而後统治这一区域的马萨诸塞湾殖民地也于1628年在波士顿建立。約翰溫斯洛（1588-1649）十二次被選為麻塞諸塞州州長，三次副州長，在他的治理下殖民地漸漸興旺，深得民心。被放逐出马萨诸塞州的罗杰·威廉姆斯带领一群人前往南方，于1636年建立了普罗维登斯。同年3月3日，康涅狄格殖民地也被授予特许，建立自己的自治政府。这时，佛蒙特还没有欧洲人定居，而新罕布什尔和缅因在这时还在马萨诸塞州管理下。

### 新英格兰同盟
在殖民开拓的早期，欧洲殖民者和原住民的关系一直在和平和小规模武装冲突之间摇摆不定。在血腥的皮夸特战争后6年，1643年，马萨诸塞湾、普利茅斯、纽黑文以及康涅狄格联合成立了一个松散的新英格兰同盟（正式名称为“新英格兰联合殖民地”（英语：The United Colonies of New England））。这个同盟主要是为了协调各殖民地的共同防卫，准备可能与美洲原住民、位于西方新尼德兰殖民地的荷兰人、南方的西班牙人和在北方新法兰西的法国人之间爆发的战争，以及归还逃亡的奴隶。当马萨诸塞拒绝卷入和荷兰人之间的战争时，同盟很快就丧失了它的影响力。
第一批殖民地铸造的硬币是在马萨诸塞湾殖民地铸造的新英格兰硬币，其间的硬币短缺曾加速了铸造工作的进行。第一套硬币的设计非常简洁，正面有“NE”字样，而背面则铸有不同的币值。其他系列的硬币包括“柳树”系列、“橡树”系列和“松树”系列。由铸币者约翰·赫尔设计的“松树”系列是最后的一套硬币。大多数硬币是1652年铸造的，但人们普遍认为铸币工作一直持续了大约30年——尽管查理二世不赞成殖民地自主铸币。

### 新英格兰自治领

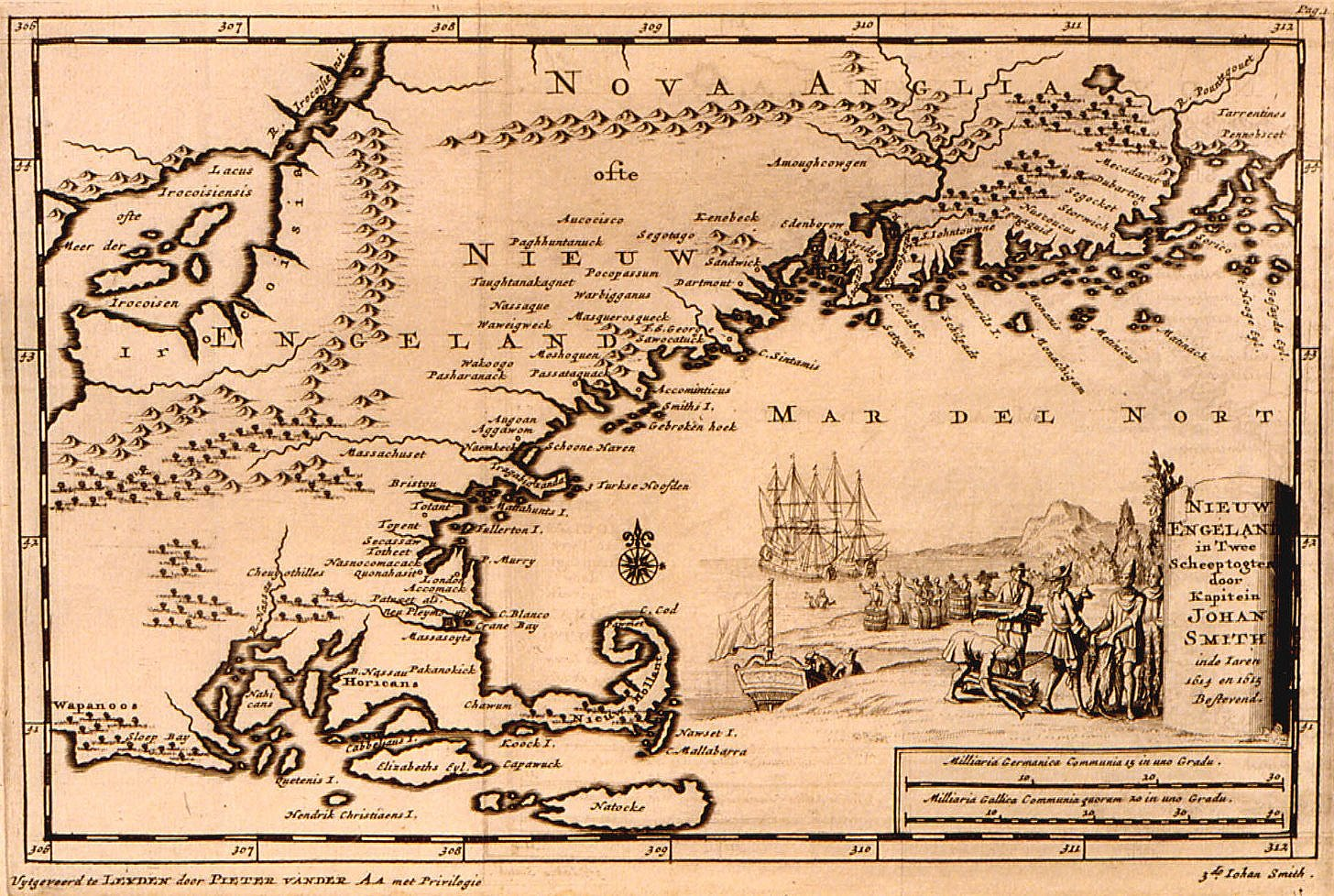
1707年的新英格兰地图

1686年，詹姆士二世担心殖民地日益增长的独立倾向——包括他们的自治宪章，公然违反航海法案，扩大军备，建立了一个包括所有新英格兰殖民地的行政联盟：新英格兰自治领。2年后，从荷兰人手中夺取的纽约（新阿姆斯特丹）和新泽西也被加入了联盟。这个外界强加的、与已在这一区域内扎根的民主自治传统相悖的联盟在定居者中非常不受欢迎。
1689年的光荣革命后，大多数殖民地的宪章都被大幅度地修改了，改由皇室指定大多数殖民地的总督。一种担心的焦虑弥漫在皇家总督们、他们的官员们和殖民地的民选管理人员之间。总督想要不受约束的权力，不同级别的民选官员们则经常抵制这种行为。在绝大多数地区，城镇政府仍像皇家指派总督之前那样坚持自治政体。这种焦虑随着美国革命的开始也随即烟消云散了。1776年，积聚的民怨终于导致了美国独立战争的爆发。

### 美国的一部分

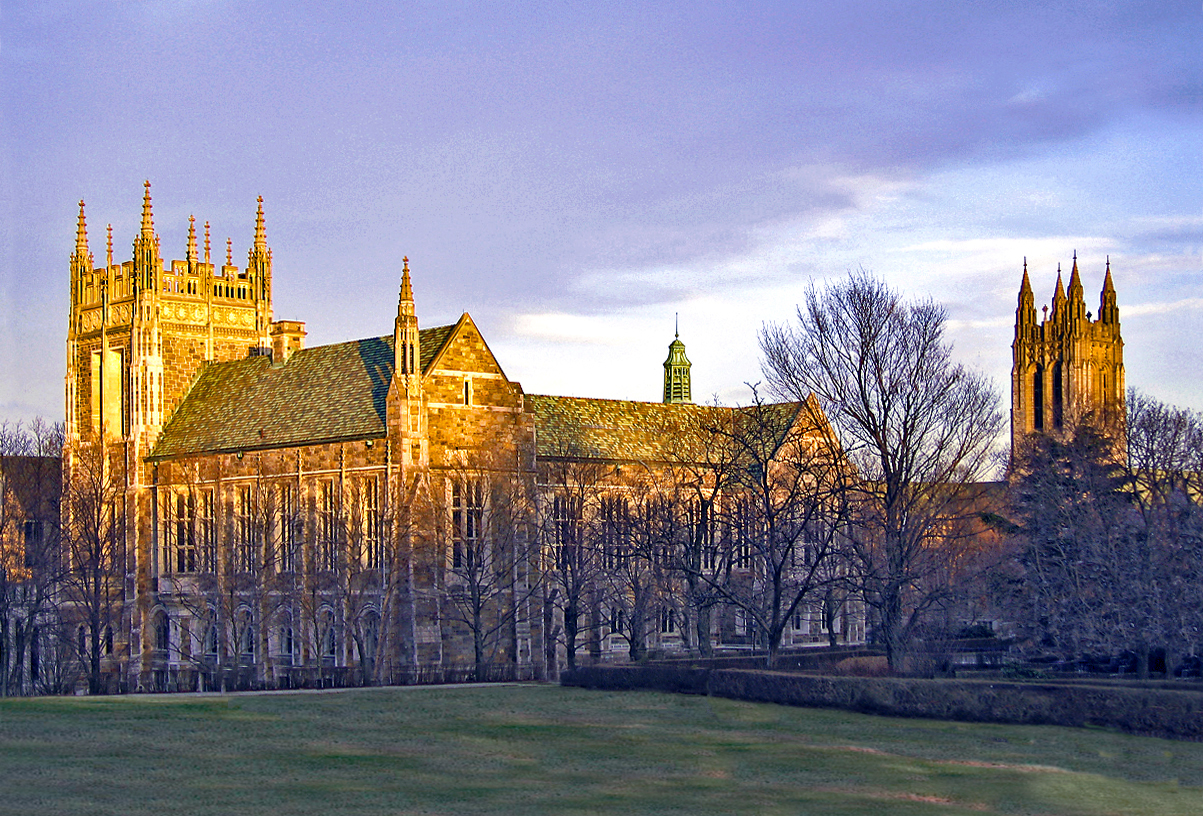
波士顿学院：欧洲对新英格兰持续的影响在建筑风格上体现得非常明显

新英格兰的殖民地正式联合成为了一个更大的名为美利坚合众国的邦联（这时联邦党人“the federalists”还未完全说服大多数人接受联邦制下一个较为强势的中央政府，故美国这时还是一个松散的邦联。后来在联邦党人的推动下，美国制定了宪法并规定国体为联邦制）的一部分。在整个18世纪和19世纪上半叶，新英格兰仍被看作一个相对独立的区域，就像今天一样。在1812年战争时期，有一股很小的讨论主张新英格兰脱离联邦，因为新英格兰地区的商人们不愿与他们最大的贸易伙伴——大不列颠开战。

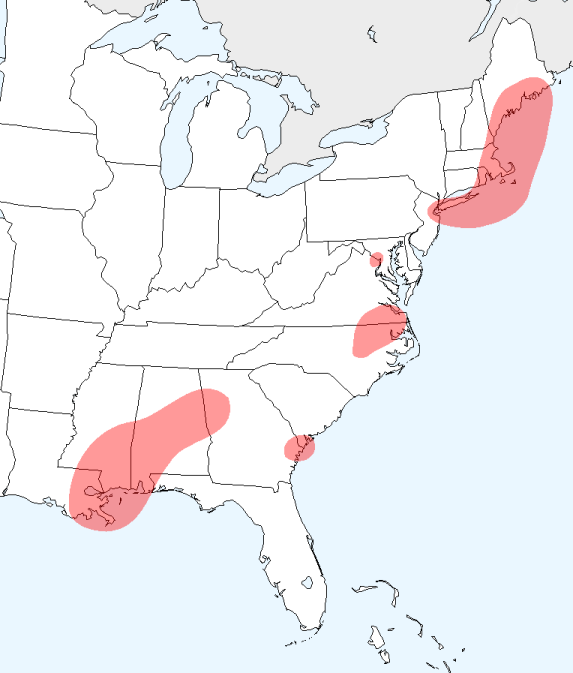
红色区域内的地区口音为无卷舌（non-rhotic）口音在美国的主要分布地区。

除加拿大的新斯科舍省（即“新苏格兰”）外，新英格兰是北美唯一继承了不列颠群岛王国地名的地区。新英格兰较为完整地保存了它的地方特色，尤其是在它曾经发生过重要历史事件的地点的地名上。当许多原来的英裔美国人向遥远的西部迁移时，它的名字总能令人想起过去。今天，这一地区更加民族多元化了，它见证了一波波来自爱尔兰、魁北克、意大利、葡萄牙、亚洲、拉丁美洲、非洲、美国其它地区等的移民潮。持续的欧洲影响在这一区域仍清晰可见，从马萨诸塞的交通环岛到北佛蒙特、缅因、新罕布什尔的英法双语城镇，时常出现的英式拼写，区域内普遍的英国县名和镇名和独特的，令人想到英国南部的那一般无卷舌的口音。

## 气候与地理
新英格兰地区的地形是数千年前塑造地形的冰川退却后的产物，遗留下圆滑的小丘、山峦和曲折的海岸线。从康涅狄西南绵延至缅因东北的海岸线布满了湖泊、山丘、沼泽和沙滩，尤其在科德角。离开海岸后陆地海拔逐渐增高，包括绵延穿过堪涅狄格、马萨诸塞、佛蒙特、新罕布什尔和缅因的起伏山峦和岩石山峰。它们是阿巴拉契亚山脉的组成部分。新罕布什尔境内怀特山脉主峰，海拔达1917m（6,288ft）的华盛顿山是美国东北部的海拔最高点。这里也曾经测得了地球上迄今为止的最大风速。佛蒙特的格林山脉，作为马萨诸塞西部伯克夏山脉的分支，比怀特山脉稍矮。这一区域内的山谷包括康涅狄格河谷和麦里马克山谷。
新英格兰地区有很多溪水和河流。最长的是发源自新罕布什尔东北注入长岛海峡，总长655km (407mi)的康涅狄格河。位于纽约和佛蒙特之间的尚普蘭湖是这一区域内的第一大湖，仅次于它的是缅因的穆斯海德湖（Moosehead Lake）、新罕布什尔的维纳帕索基湖（Lake Winnepesaukee）、马萨诸塞的夸宾水库（Quabbin Reservoir）、康涅狄格的坎德尔伍德湖（Candlewood Lake）。
众所周知，新英格兰地区的气候复杂多变，难以预测。而在新英格兰的不同地区，气候也不尽相同。北部的缅因、新罕布什尔、佛蒙特三州有着潮湿的大陆性短夏气候，夏季短促凉爽而冬季漫长寒冷。而在康涅狄格、马萨诸塞、罗德岛三个南部州里，则是潮湿的大陆性长夏气候，夏季炎热而冬季寒冷。在新英格兰的秋季，五彩缤纷的树叶成为当地一景，由于当地树叶变色较美国其它州要早，因而成为了美国著名的旅游目的地之一。当地春季大都潮湿且多云。区域年均降水量在1,000到1,500mm (40到60 in)之间，而北部的佛蒙特和缅因两州降水稍少，大约每年500到1,000mm (40到60 in)。而年降雪量经常达到2,500mm（100 in）。正因为如此，佛蒙特和新罕布什尔的山区是冬季有名的滑雪度假胜地。

## 人口

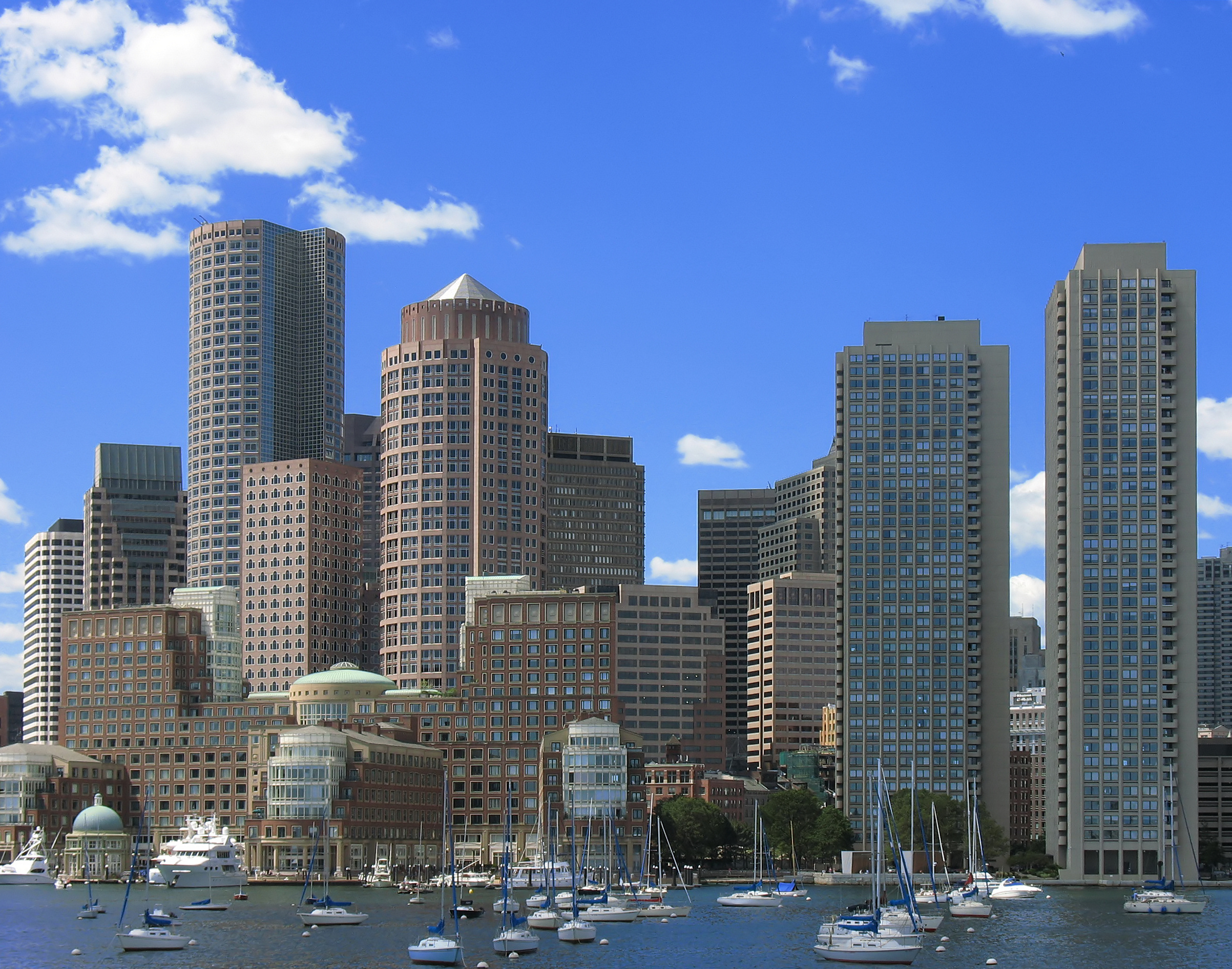
马萨诸塞州府波士顿被认为是新英格兰历史与文化的中心

截至2000年，新英格兰总人口为13,922,517人；这比1910年的6,552,681,人翻了一番。如果新英格兰地区合并成一个州，它的人口数将在美国排第5位，次于佛罗里达，而181,440平方公里（70,054.3756平方英里）的总面积将在美国排第20位，次于北达科他。

### 新英格兰南部
新英格兰四分之三的人口和绝大多数主要城市都集中在南部的三个州：康涅狄格州、马萨诸塞州和罗德岛州。在这一区域中人口密度超过了600人/平方英里（约230人/平方千米）。新英格兰人口最多的州是马萨诸塞州，人口最多的城市是马萨诸塞州政治及文化中心波士顿。而在新英格兰南部，马萨诸塞州西部和康涅狄格西北部人口密度较小。

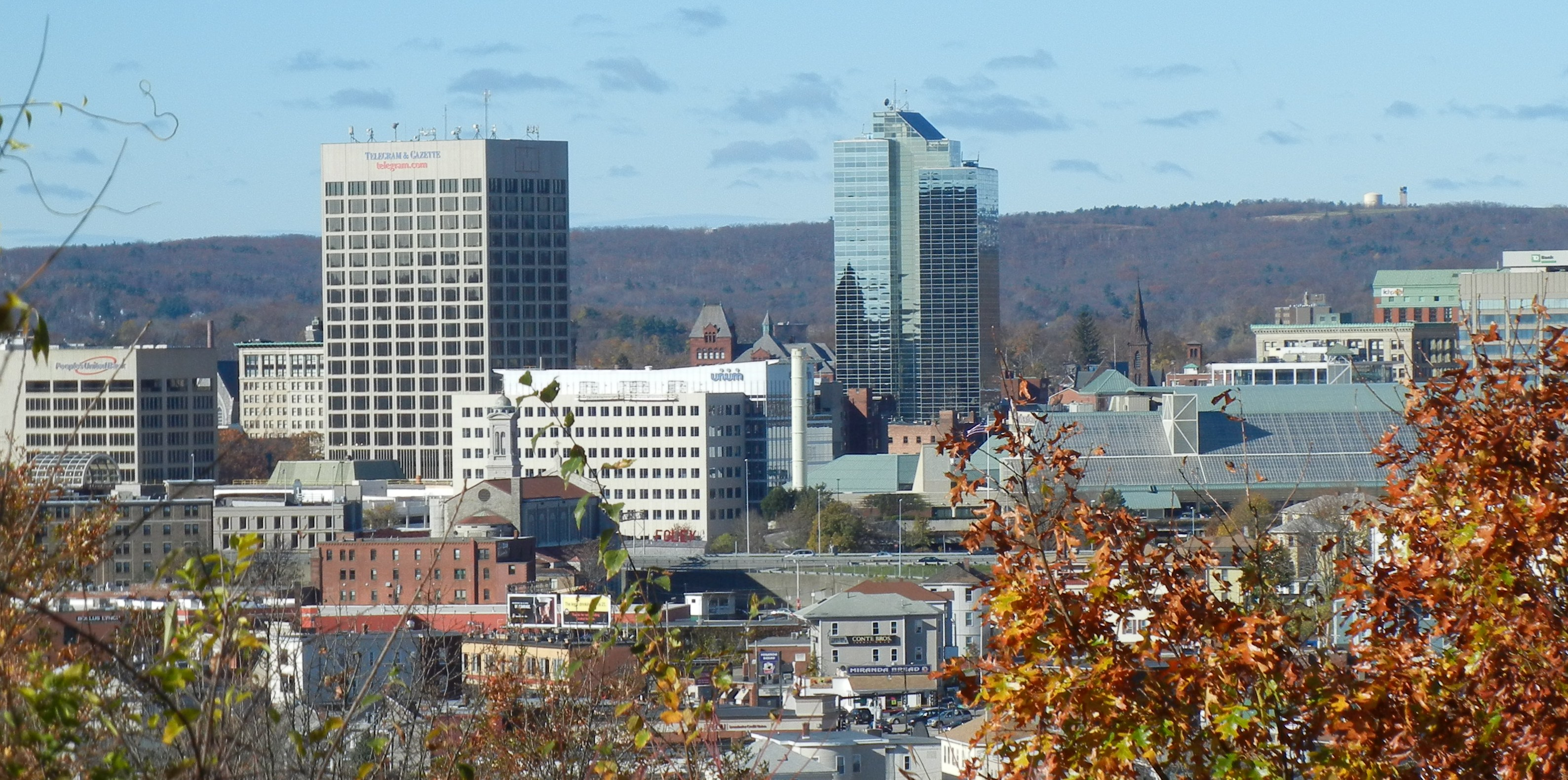
马萨诸塞州的伍斯特是新英格兰第三大城。

### 新英格兰沿海地区
新英格兰沿海地区城市化程度较高，而其西部地区则是大片农村，即便是在马萨诸塞这样高度城市化的州里也是这样。造成这种独特人口分布的主要是历史原因，最早的定居者大都在马萨诸塞湾沿岸定居。新英格兰唯一没有大西洋出海口的州佛蒙特州也是人口最少的州。而在近400年后，这一区域的绝大部分仍保留了历史上的人口分布。
新英格兰海岸密布着城市中心，比如大城有波特兰、朴茨茅斯、波士顿、纽贝德福德、福尔里弗、纽波特、普罗维登斯、纽黑文、布里奇波特和斯坦姆福德，小一些的城镇有纽伯里波特、格洛斯特、比迪福德、巴斯、罗克兰以及纽伦敦。由于保存了自己独特的历史特点，一些小型渔镇如格洛斯特等都是当地有名的旅游地点。
马萨诸塞州有如签名翘起的钩状半岛科德角也是著名旅游点，沿岸分布着沙滩和提供早饭和住宿的小旅馆。缅因州以其地毯般的沙滩、如画的美景和龙虾吸引了大量游客。海岸线在濒海州中最短的新罕布什尔州由于拥有汉普顿海滩也有着不错的旅游客源。

### 新英格兰城市区
全美国人口密度最大的四个州之中，有三个在新英格兰地区。按从大到小顺序，这四个州是：新泽西、罗德岛、麻塞诸塞和康涅狄格。事实上，新英格兰南部是波士顿-华盛顿城市带的重要组成部分。这一城市带由波士顿伸延到首都华盛顿哥伦比亚特区（其中包括纽约市、费城、巴尔的摩），全长750公里的都会群。人口4400万，占美国总人口的16%。包括新罕布什尔南部的波士顿都会圈共拥有总人口约580万。按人口多少顺序排列的新英格兰大城市列表如下：
1. 波士顿: 589,141[19]

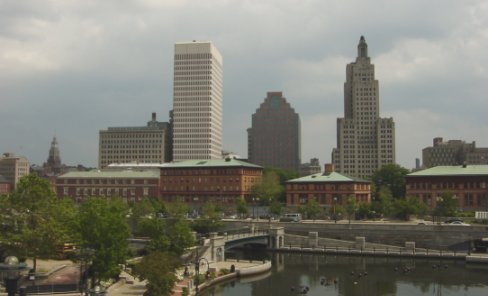
普罗维登斯，新英格兰第二大城，有着国家历史学会考察后确定的全美面积最大的历史建筑区

2. 普罗维登斯 (罗德岛州): 173,618
3. 伍斯特县 (马萨诸塞州): 172,648
4. 斯普林菲尔德 (马萨诸塞州): 152,082
5. 布里奇波特 (康涅狄格州): 139,529
6. 哈特福德 (康涅狄格州): 124,775
7. 纽黑文 (康涅狄格州): 123,626
8. 斯坦姆福德 (康涅狄格州): 117,083
9. 沃特波里 (康涅狄格州): 107,271
10. 曼彻斯特 (新罕布什尔州): 107,006
11. 洛厄尔 (马萨诸塞州): 105,167

20世纪，城市扩张和通过便捷的轨道交通、高速公路前往曼哈顿就业的人数增加导致纽约都会圈对康涅狄格州西南部经济有着很强的影响力。

新英格兰的主要城市
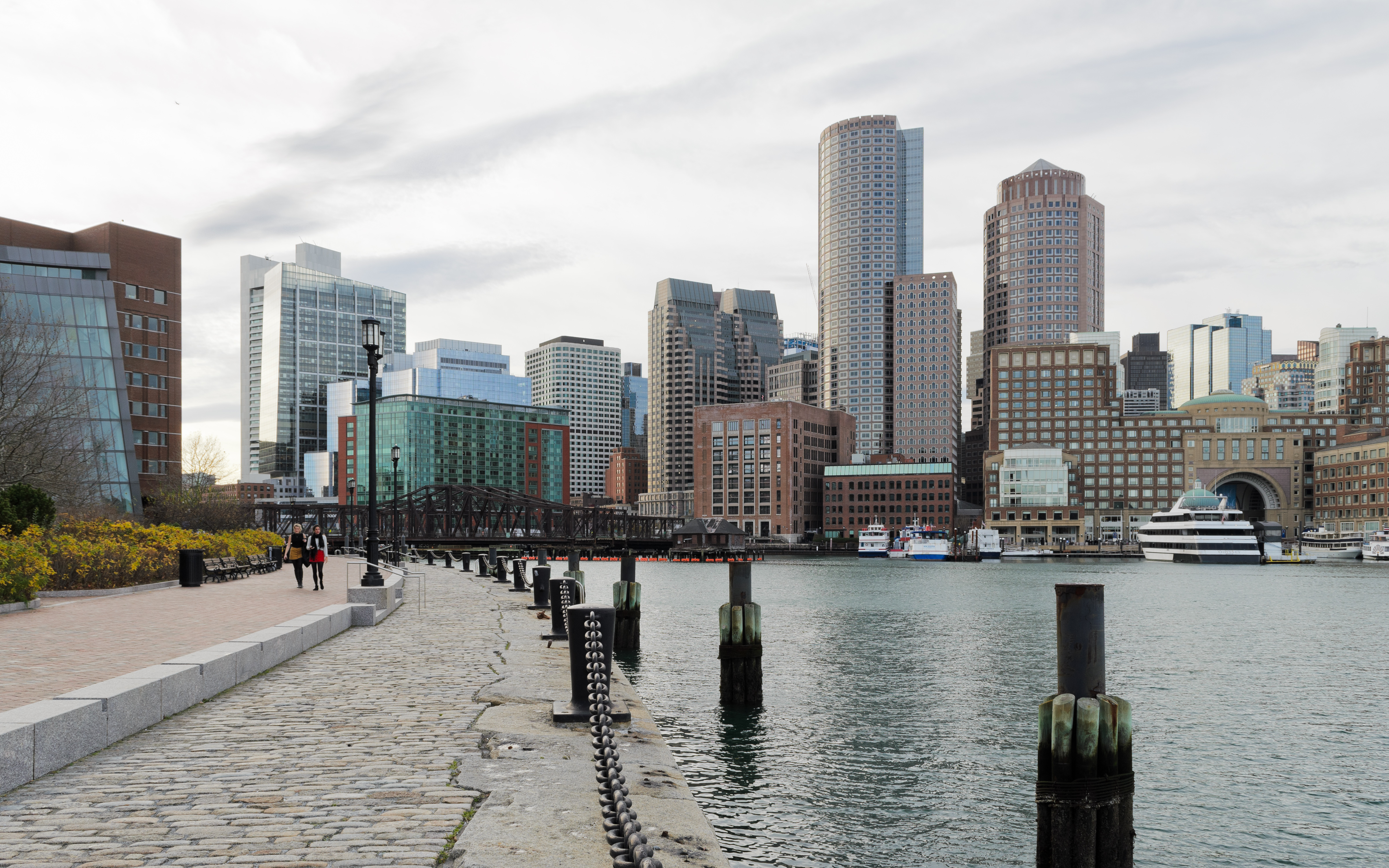
1. Boston, Massachusetts
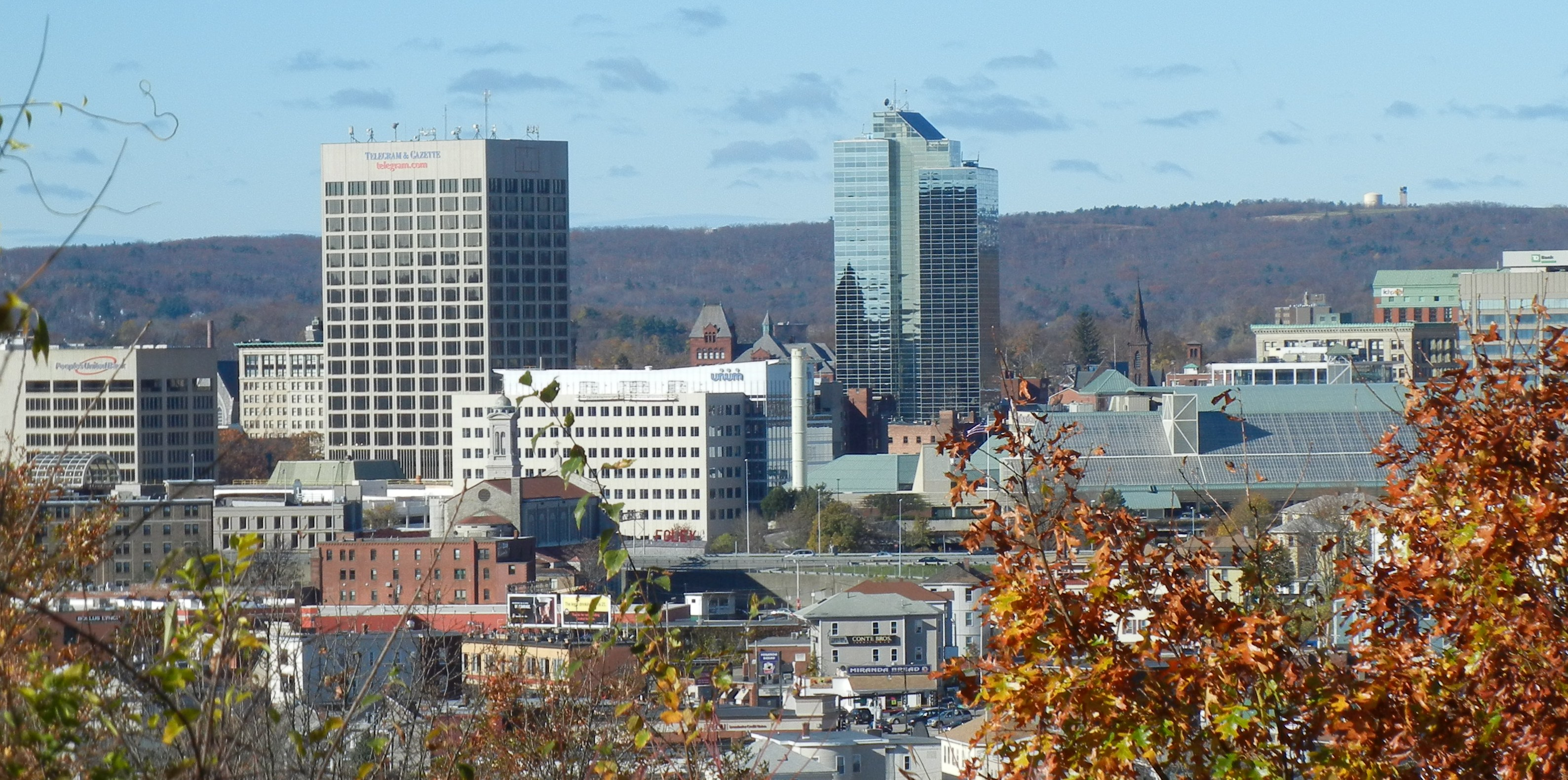
2. Worcester, Massachusetts
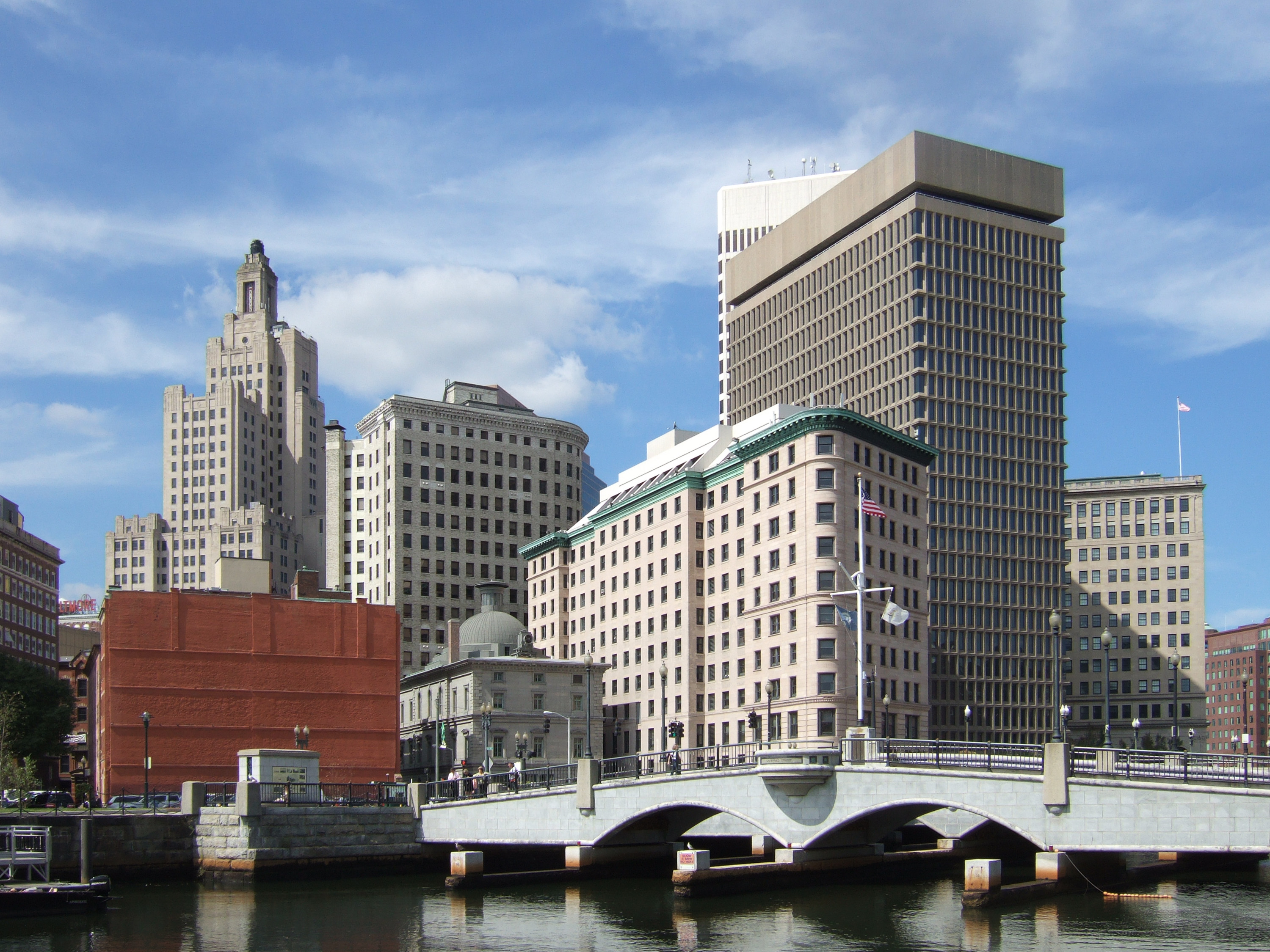
3. Providence, Rhode Island
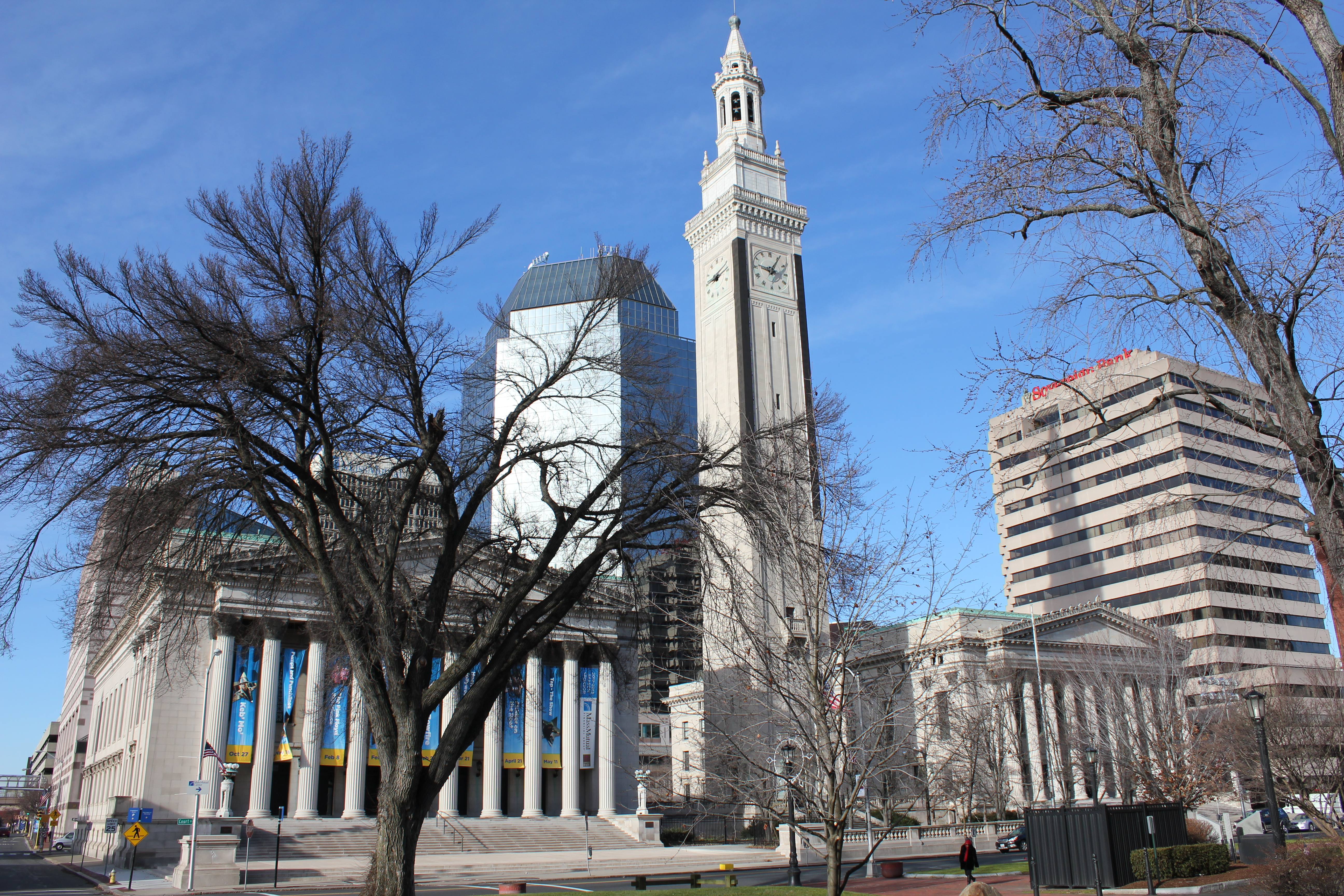
4. Springfield, Massachusetts
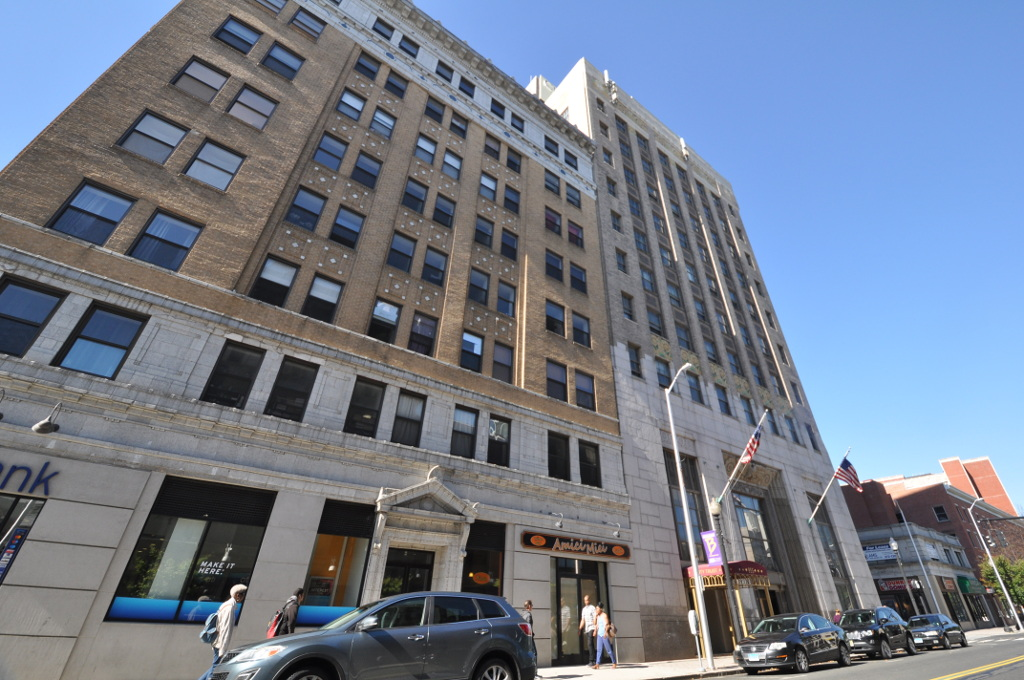
5. Bridgeport, Connecticut
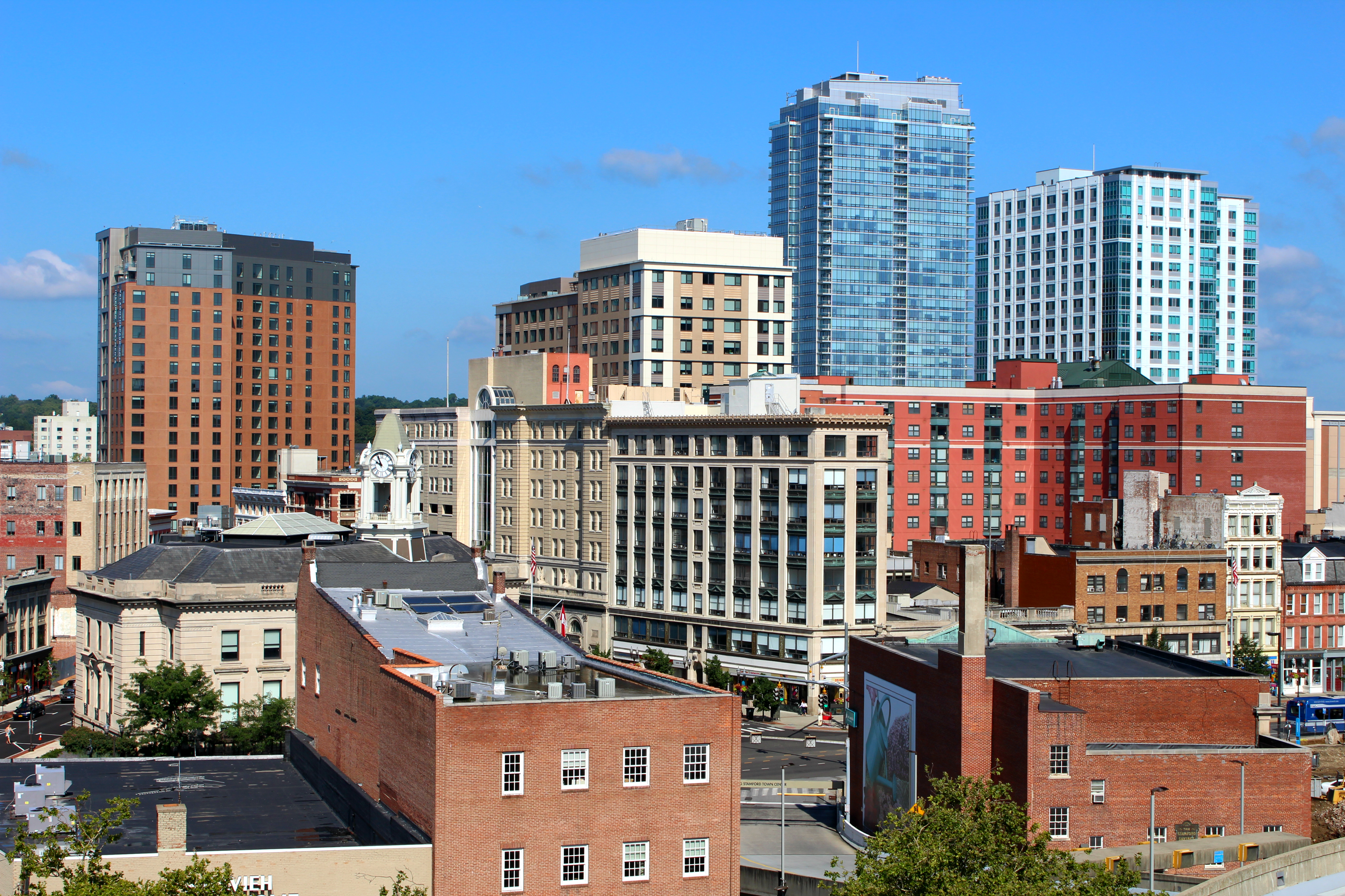
6. Stamford, Connecticut
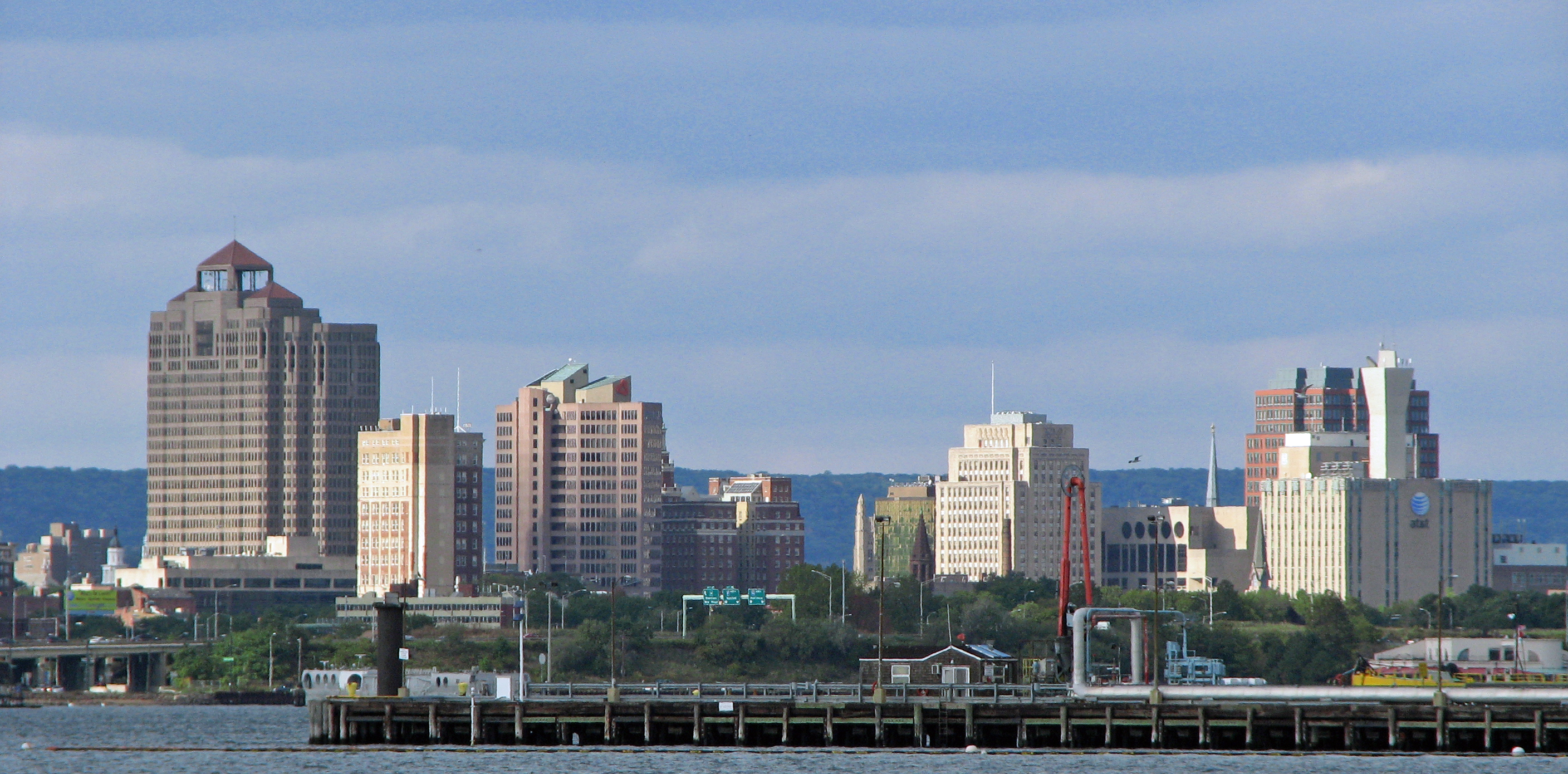
7. New Haven, Connecticut
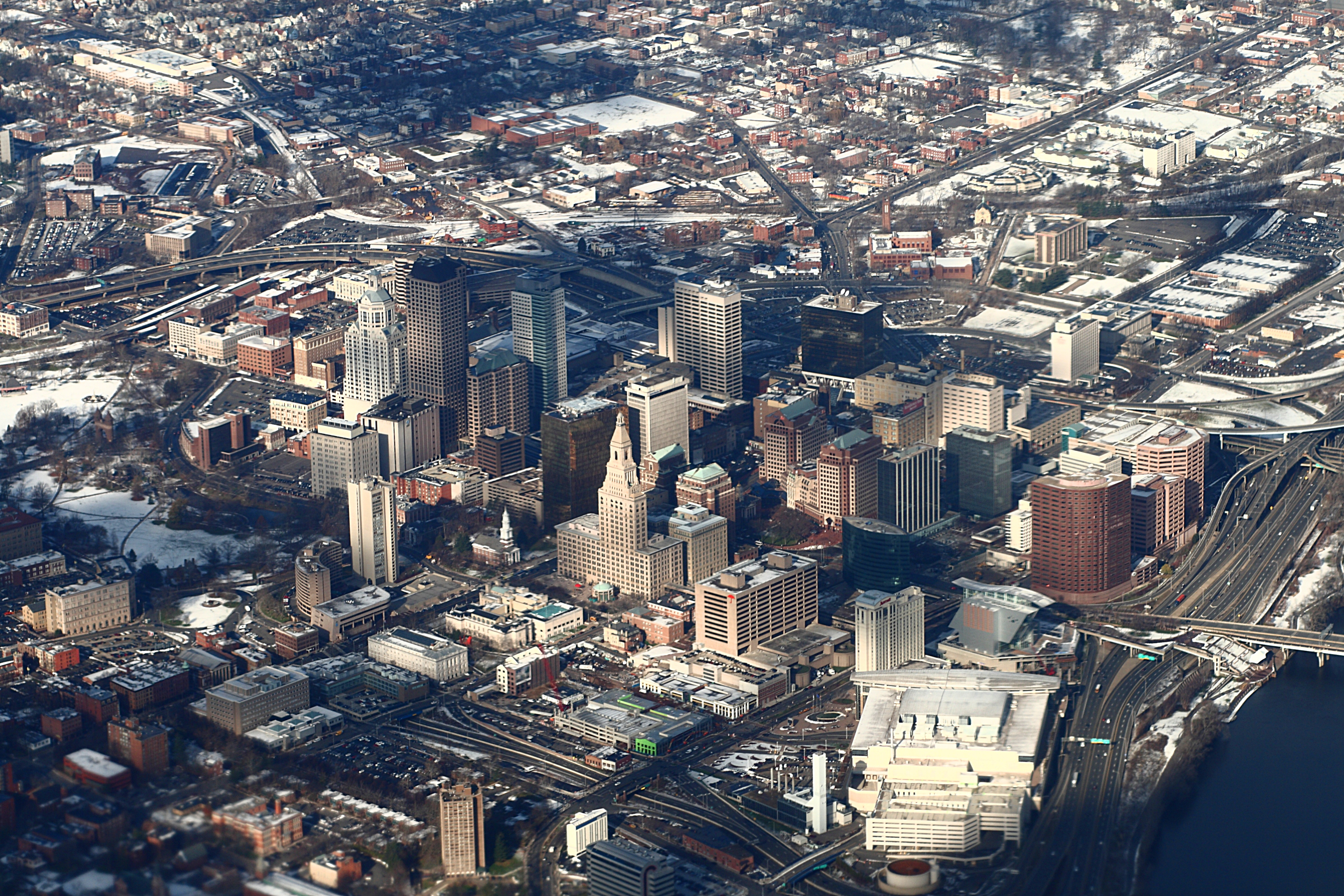
8. Hartford, Connecticut
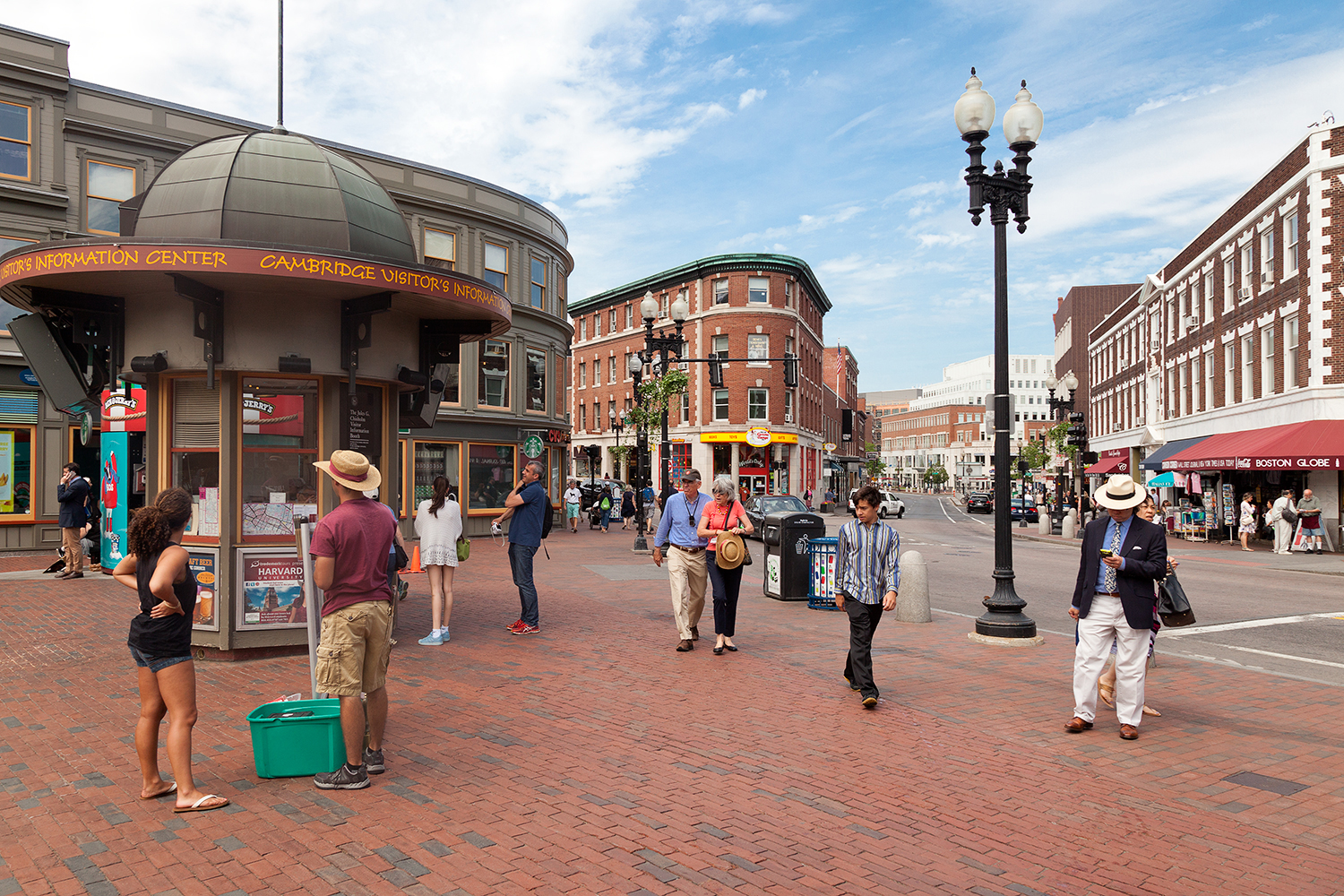
9. Cambridge, Massachusetts
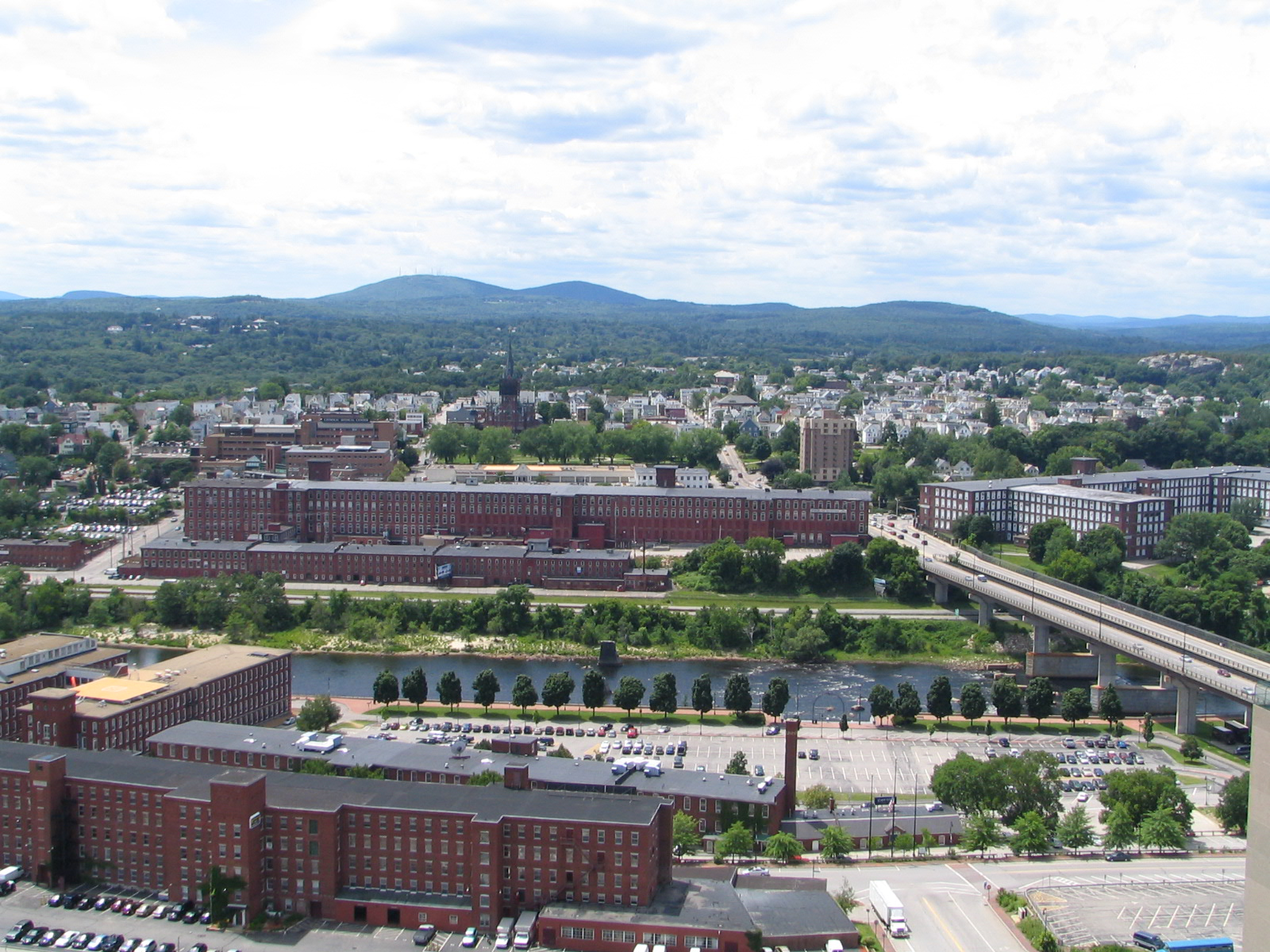
10. Manchester, New Hampshire

## 经济
很多原因导致了新英格兰经济的独特性。这一区域地理上和美国其它地区相对隔绝，面积也较小。这一区域有着独特的气候和很多特产，如花岗岩、龙虾、鳕鱼等。新英格兰人口集中在海岸和南部州，居民普遍有强烈的区域特性。美国最早的纺织工业发源于有着丰富水能的地区如洛厄尔、劳伦斯、曼彻斯特以及文索基特，但后来由于高昂的经营费用，这些工业又迁离了这一区域。这一区域内教育水平较高的劳动力制造了大量的工业制成品用于出口，如特种机械、军火等。约一半左右的出口是用于工业制造和商业活动的机械，如电子计算机、电力和电子设备。这些机械和仪器、化工产品、交通运输设备构成了该区域3/4的出口。巴尔开采花岗石、斯普林菲尔德出产枪械、格拉顿和巴斯是造船基地，可手持的小型工具产自马萨诸塞的特纳斯福尔。
新英格兰也出口农业产品，有鱼类、波士頓龙虾、小红莓、缅因马铃薯和槭树糖浆。服务业业高度发达，如旅游业、教育、金融、保险以及建筑业。美国商务部曾把新英格兰经济比作整个美国经济的缩影。
截至2006年5月，新英格兰地区失业率为4.5%，低于全国水平。佛蒙特失业率最低，仅为3%；罗德岛最高，5.5%。在大都会统计区（MSA）里最低地区为佛蒙特的南柏林顿的2.5%；最高地区为马萨诸塞和新罕布什尔南部的劳伦斯-梅休因-塞勒姆一带。
全美最贫穷的十座城市（按生活在贫困线以下的人口比例）中，新英格兰也占两座：罗德岛州州府普罗维登斯和康涅狄格州的哈特福德。这些城市——也包括该区域内其它城市——挣扎在美国传统工业衰落、市郊居民生活方式向现代转轨的漫长过程中。
由于气候和多石的土质，新英格兰并不是一个农业强区。然而有些新英格兰州却在某些农业产品产量上在全美各州中名列前茅。缅因在水产业上排名第9，佛蒙特在乳制品上排名第15，康涅狄格和马萨诸塞分别在烟草产量上名列第7和第11。小红莓在科德角-普利茅斯一带种植，而蓝莓在缅因种植较广。截至2005年，考虑了通货膨胀因素的新英格兰地区区域生产总值为6231亿美元。其中马萨诸塞总产值最高，佛蒙特最低。

## 政治
新英格兰的早期欧洲定居者是逃避宗教迫害的英国新教徒。但这并不能阻止他们建立极端宗教主义的殖民地，在这里违背了他们信奉的宗教教义的人同样会受到严酷迫害。大多数新英格兰地区的早期历史留下了宗教不宽容和严酷法令的深深烙印。在早期新英格兰，政教分离并不存在，个人行为受到严格限制。当有着严格的政教分离体制的罗德岛殖民地建立时，其他地区的宗教不宽容与之形成了鲜明对照。普罗维登斯直到1700年（其建立后的第64年）才有公共墓地和议会，其主要原因也是宗教和政府机构之间尖锐对立的意见。

### 当代政治

#### 2006年度各项选举
在新英格兰地区占统治地位的党派是民主党。在选举美国第110届国会的2006年美国中期选举中，民主党在这一区域获得了一系列胜利。该届国会新英格兰地区州的参议员由6名民主党议员、2名亲民主党的独立议员和4名共和党议员组成。在该区域总共22名众议员中仅有一位来自康涅狄格的克里斯托弗·赛斯共和党议员。在新英格兰地区州选出的两院议员里，民主党均占多数。在2007年，新英格兰地区州一半的州长均是民主党人。这些州是缅因、新罕布什尔和马萨诸塞（2006马萨诸塞州长选举中，民主党获胜，取代了此前任职的共和党州长）。尽管康涅狄格和罗德岛州州长还把持在共和党手中，但州议会中民主党所占的压倒性优势足以否决任何对其不利的法案（2007年民主党州长任职前的马萨诸塞州亦是如此）。罗德岛、康涅狄格、马萨诸塞州的共和党势力都很弱小。
2006年，马萨诸塞州选出了自1986年迈克尔·杜卡基斯赢得第三任州长选举（这3次分别是1975年、1983年、1987年。另外，2004年美国总统选举中民主党候选人约翰·克里曾在1983 - 1985年间担任马萨诸塞州副州长,。）以来首位民主党州长迪瓦尔·帕塔里克。帕特里克是美国有史以来第二位黑人州长。民主党还占据了自1875年起就未染指过的新罕布什尔州议会和执行会议。新罕布什尔州在2006年地方选举之前是唯一被共和党控制立法机关的新英格兰州。罗德岛州参议员林肯·查菲在2006年选战中以微弱劣势败北。4名共和党众议员在此次选战中被改选，他们是新罕布什尔州的查理·巴斯、杰布·布拉德利，康涅狄格州的南希·约翰逊、罗伯·西蒙斯。西蒙斯仅以91票的劣势败给民主党人乔·科特尼，这也是此次选举中全美最接近的选情。

#### 2000、2004年美国总统选举
在2000年美国总统选举中，民主党候选人艾伯特·戈尔赢下了除新罕布什尔州以外的所有新英格兰地区州。而在2004年美国总统选举中，来自新英格兰的民主党候选人约翰·克里获得了全部新英格兰6州。而在这两届总统选举中，除了新罕布什尔州第一选区以外，所有选区均由民主党拿下。新英格兰历史上曾长期是共和党的稳定票仓。但在越战后的20世纪下半叶直到今日，尤其是近4届总统选举中，东北部选民普遍比较青睐民主党的候选人。

#### 重要法令
新英格兰早在19世纪就先于美国其他州废除了在抢劫和入室盗窃等罪上施用死刑。新罕布什尔和康涅狄格是新英格兰仅有的保留死刑的2个州。但新罕布什尔现在并没有罪犯在等候执行死刑，自1939年后也没有执行过一例死刑。康涅狄格州在2005年执行了新英格兰地区自1960年来第一例死刑。而1960年那次死刑也是康涅狄格州执行的。
佛蒙特州是美国第一个允许民事结合的州，马萨诸塞是美国第一个允许同性婚姻的州。2008年，康涅狄格州也通过了允许同性婚姻的法律，成为全美第二个赋予同性恋人士结婚权利的州。此后，佛蒙特州和新罕布什尔州又分别在2009年和2010年将同性婚姻合法化。继2013年缅因州和罗德岛州亦将同性婚姻合法化后，新英格兰全境已完全实现婚姻平等。
2006年，马萨诸塞州接纳了一项对其境内全体公民提供近乎达到全民医保的医疗服务的计划。

## 文化与社会

### 文化根源
新英格兰最初的欧洲定居者专注于海洋事务，例如捕鲸和捕鱼，而较为轻视大陆性事务，例如农业。作为美国历史最悠久的地区之一，新英格兰形成了独特的烹饪、口音、建筑和政府体制。新英格兰菜以其强调海鲜和乳制品应用的鲜明特点成为了美国最受欢迎的菜系之一。著名菜肴例如蚌肉浓汤、龙虾以及纽黑文著名的白蚌肉比萨饼。

### 口音
为了达到滑稽目的而经常被人戏仿的波士顿口音（参见条目辛普森一家中的人物Mayor Quimby），是这一区域内的口音。

### 传媒
新英格兰有很多家地区性的广播电视公司，包括新英格兰有线新闻网（NECN）、新英格兰体育网（NESN）以及总部在康涅狄格州布里斯托尔的全国性有线体育网ESPN。新英格兰有线新闻网是美国最大的地区性新闻网，每天对新英格兰超过320万户家庭播送节目。它的录播室设在波士顿外的牛顿，另外它也在曼彻斯特、哈特福德、伍斯特县、波特兰和伯林顿设有办事处。
新英格兰体育网报道新英格兰地区所有的体育队伍进行的比赛。总部设在康涅狄格州的费尔菲尔德县。
绝大多数新英格兰城市都有自己的日报，《波士顿环球报》和《纽约时报》在整个新英格兰区都有发行。

### 教育

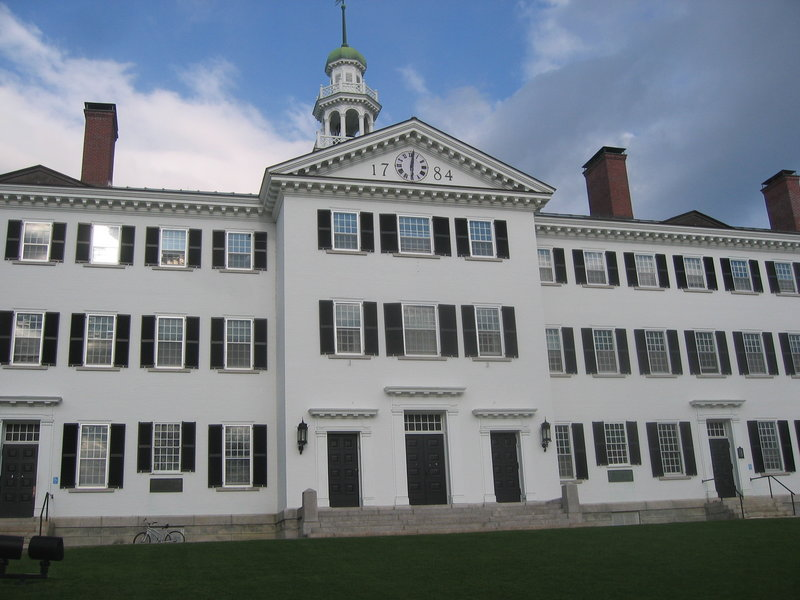
新英格兰拥有常春藤盟校8所中的4所。图为达特茅斯学院校园内的达特茅斯大厅。

新英格兰拥有全美历史最悠久并且最负盛名的高等教育机构。历史最久的是1636年于剑桥 (马萨诸塞州)建校的哈佛大学，最初该校主要是培养牧师。1707年在纽黑文建立的耶鲁大学是全美第一个授予哲学博士（Ph.D.）学位的学校，该校第一次颁发该学位是在1861年。并且它还是全美第一个正式开办科学课程的大学。因此耶鲁大学常被认为是美国第一所真正的、科目齐全的大学。根据美国新闻与世界报道的文章，全美50所顶尖大学中的13所和全美前50位的文理学院中的13所都坐落在新英格兰。其中包括8所常春藤盟校中的4所（布朗大学、达特茅斯学院、哈佛大学和耶鲁大学）、贝茨学院、布兰迪斯大学、波士顿大学、波士顿学院、鲍登学院、科尔比学院、圣十字学院、康涅狄格学院、麻省理工学院、米德尔伯里学院、罗德岛设计学院、三一学院塔夫茨大学、威尔斯利学院、安默斯特学院、史密斯學院、曼荷莲学院、维思大学、威廉姆斯学院等。

### 体育
两项美国流行的体育运动是在新英格兰发明的。1891年，詹姆斯·奈史密斯在斯普林菲尔德创造了篮球。而排球是1895年威廉·摩根在霍利奥克发明的。最早记载了棒球这项运动的文献是1791年皮茨菲尔德颁布的禁止在新建的镇议会大楼周围80码进行棒球运动的法令。

#### 新英格兰地区的职业和半职业体育队伍
- 美式足球：
  - 国家橄榄球联盟（NFL） 
    - 新英格兰爱国者（福克斯堡)

  - Af2（圍場美式足球小聯盟）
    - 曼彻斯特狼（曼彻斯特）
- 棒球：
  - 美国职棒大联盟
    - 波士顿红袜（波士顿）

  - 国际联盟（AAA） 
    - 柏德基红袜（波塔基特）

  - 东方联盟（AA）
    - 新罕布什尔食鱼猫（曼彻斯特）
    - 波特兰海狗（波特兰）
    - 康涅狄格防御者（诺维奇）
    - 新不列颠石猫（新不列颠）

  - 纽约─宾州联盟（A）
    - 洛威旋球（洛厄尔）
    - 佛蒙特湖怪兽（伯靈頓）

  - 大西洋联盟（独立棒球联盟）
    - 布里奇波特蓝鱼（布里奇波特）

  - 加拿大-美国职棒联合会（独立棒球联盟）
    - 布罗克顿Rox（布罗克顿）
    - Nashua Pride（Nashua）
    - 纽黑文县快艇（纽黑文）
    - 北海岸精神（林恩）
    - 伍斯特鱼雷（伍斯特县）
- 篮球：
  - 国家篮球协会（NBA） 
    - 波士顿賽爾提克（波士顿）

  - 国家女子篮球协会（WNBA） 
    - 康涅狄格太阳（Uncasville）

  - American Basketball Association（Independent Minor League）
    - 科德角狂怒（Sandwich）
    - 佛蒙特Frost Heaves（伯靈頓和巴尔)
- 冰上曲棍球：
  - 国家冰上曲棍球联盟
    - 波士顿棕熊队

  - 美国冰上曲棍球联盟（AAA）
    - 洛厄尔魔鬼（洛厄尔）
    - Bridgeport Sound Tigers（布里奇波特）
    - 哈特福德狼群（哈特福德）
    - 曼彻斯特君主（曼彻斯特）
    - 波特兰海盗（波特兰）
    - 斯普林菲尔德猎鹰（斯普林菲尔德）
    - 伍斯特鲨鱼（伍斯特）
    - 普罗维登斯熊（普罗维登斯）

  - 魁北克冰上曲棍球次级联盟
    - 刘易斯顿MAINEiacs（刘易斯顿）
- 足球：
  - 美国职业足球大联盟
    - 新英格兰革命（福克斯堡）

  - United Soccer Leagues
    - 新罕布什尔幽灵（翰普斯泰德）

  - USL Premier Development League
    - 科德角十字军（海尔尼斯）
    - 罗德岛Stingrays（普罗维登斯）
    - 佛蒙特电压（圣俄尔本斯）
- 长曲棍球：
  - 职业长曲棍球联盟
    - 波士顿加农炮（波士顿）
- 纳斯卡赛车（NASCAR）:

新罕布什尔国际赛车场（卢顿）
在康涅狄格州西南部，很多居民支持纽约洋基队和其他的纽约球队，而纽约的球队一直是新英格兰球队的死敌，例如波士顿红袜和纽约洋基，新英格兰爱国者和纽约喷气机等等。另外值得一提的是哈特福德曾经在1972－1997年间拥有过一支名为哈特福德捕鲸者的NHL队伍。后来由于经济上的原因，球队老板将队伍迁到了北卡罗来纳州（队伍同时更名为卡罗来纳飓风队）。很多该队以前的球迷仍对此事感到不满。
这一区域的高中和大学有着悠久的体育竞技传统。在感恩节这一天高中进行足球（美式）比赛的传统可以追溯到19世纪。哈佛-耶鲁之间的美式足球赛是历史最悠久的大学之间的足球比赛。而在每年爱国者日举行的波士顿马拉松使该地区的一项文化传统。尽管这项赛事奖金不多，并且自1947年马拉松路线经过牛顿的一座小山使得该项竞赛中不可能产生世界纪录，但这个赛事悠久的历史和很高的难度使得它成为全世界最著名的马拉松比赛之一。

## 重要地点

### 历史
新英格兰拥有许多美国年代最久远的城镇。下面这些城镇内都有众多历史建筑、公园和优美的街景：

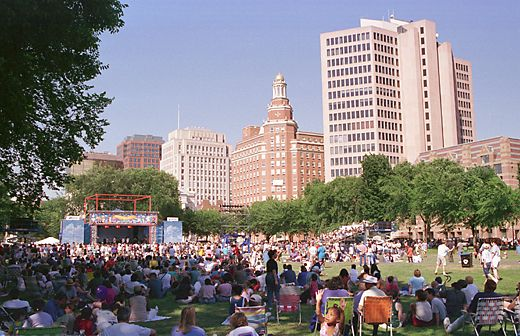
纽黑文格林公园建于1638年并作为北美最早城市之一的中心公园保存至今。

- 波士顿及其周边地区
- 普利茅斯县
- 普洛威顿斯
- 朴茨茅斯
- 纽波特
- 纽黑文
- 纽伯里波特
- 格洛斯特

### 教育
新英格兰拥有八所常春藤盟校中的四所：
- 位于剑桥的哈佛大学
- 位于纽黑文的耶鲁大学
- 位于汉诺威的达特茅斯学院
- 位于普洛威顿斯的布朗大学

位于西马萨诸塞先锋谷的五所学院组织：
- 位于艾莫斯特的艾莫斯特学院
- 位于艾莫斯特的罕布什尔学院
- 位于南哈得利的豪友克山学院
- 位于北安普顿的史密斯学院
- 位于艾莫斯特的马萨诸塞州立大学艾莫斯特分校

### 消遣与娱乐
穿过新英格兰北部的阿巴拉契亚山脉提供了极好的滑雪环境。佛蒙特、新罕布什尔、缅因境内都有许多滑雪度假胜地。
马萨诸塞州的科德角、楠塔基特和马萨葡萄园岛以其优美的小镇风光和海滩而成为著名的旅游点。这些区域都有防止过度开发的法令以防止失去这些吸引游人的特色。
位于缅因大陆海岸之外的阿卡迪亚国家公园包括Mount Desert Island大部以及附近的山地、海岸和湖泊。
另外，新英格兰州有着很多著名的海滩。
财经杂志Money的2006年度“最适宜居住的地点”排行榜上，新英格兰许多市镇都名列前100名之内。康涅狄格州的Fairfield名列第9，Stamford名列第46；缅因州的波特兰位列第89；马萨诸塞州的牛顿名列第22；曾登上过该榜榜首的新罕布什尔州纳舒厄位列87；罗德岛的克兰斯顿位列第78，沃里克则列第83。